# École de technologie supérieure
Pour les articles homonymes, voir ETS.
L'École de technologie supérieure (ÉTS) est un établissement d'enseignement universitaire situé à Montréal, au Québec (Canada). Fondée en 1974, l'ÉTS est spécialisée dans l’enseignement et la recherche en génie et dans le transfert technologique. Elle est une constituante du réseau de l'Université du Québec.
L’ÉTS forme des ingénieurs et des chercheurs et entretient des partenariats avec le milieu des affaires et l'industrie. À elle seule, elle forme 25 % de tous les ingénieurs québécois et se classe au deuxième rang au Canada pour ce qui est du nombre de diplômes en génie décernés annuellement au premier cycle.

## Histoire
Cette section ne s'appuie pas, ou pas assez, sur des sources secondaires ou tertiaires indépendantes du sujet.

Pour l'améliorer, ajoutez-en, ou placez des modèles {{Source secondaire souhaitée}} ou {{Source secondaire nécessaire}} sur les passages mal sourcés. (mai 2022)

### Genèse
L'École de technologie supérieure (ÉTS) tire ses origines dans le besoin de main-d'œuvre spécialisée qui frappe les milieux de l'industrie au Québec dans les années 1960 et 1970. Dans des milieux aussi divers que la construction, la science biomédicale, l'informatique ou la science agroalimentaire, la profession d'un praticien du développement technologique – hybride entre l'ingénieur et le technicien – était de plus en plus prisée. Émerge alors l'idée d'une école supérieure de technologie afin de former ce nouveau type de professionnel « ingénieur à col bleu », nommé « technologue ». 
Le 6 mars 1974, l’ÉTS ouvre ses portes rue Sainte-Catherine, à Montréal, et reçoit 28 étudiants inscrits au nouveau programme de baccalauréat en technologie (mécanique et électricité), qui ne compte que 72 crédits. L'admission est réservée aux étudiants qui ont complété un parcours collégial technique, qui vient en quelque sorte justifier un nombre de crédits moins élevé à l'étape du baccalauréat. L'accent est également mis sur la réalisation de stages en milieu de travail. La formule adoptée par la nouvelle institution vise de former des professionnels se rapprochant du modèle de l'engineering technologist (en), alors en émergence aux États-Unis. L’Association des étudiants de l’ÉTS (AEETS) est créée en 1975. En 1977, on remet un diplôme (B. Tech.) aux 14 premiers finissants. Des baccalauréats en technologie de la construction et en production automatisée s’ajouteront. L'École aura son siège dans ce qui est nommé le campus La Patrie, en raison du journal du même nom qui occupait ces locaux, jusqu'en 1985.

#### Bataille pour sa reconnaissance
Le directeur de l'époque, Roland A. Dugré, tente que la nouvelle profession de technologue – bien que prisée par le milieu de l'industrie – soit reconnue et jouisse d'un statut professionnel. En mars 1977, il entreprend des démarches afin que les diplômés de l'École soient reconnus à titre d'« ingénieur-technologue », ce à quoi l'Ordre des ingénieurs du Québec (OIQ) s'oppose catégoriquement, malgré l'offre de l'École d'augmenter le nombre de cours dans la formation.  
En juin 1981, le gouvernement du Québec décrète que les diplômes de l'ÉTS permettent d'accéder à la profession d'ingénieur. Malgré cela, l'OIQ refuse d'admettre les diplômés de l'ÉTS et s'ensuit une longue saga judiciaire qui se solde par l'annulation du décret deux ans plus tard. En raison de cette absence de reconnaissance de ses diplômes, le développement de l'École est ralenti. En 1985, la direction de l'École adopte une nouvelle approche : elle s'adresse à l'Office des professions afin que soit constitué un nouvel ordre professionnel. Les défis sont cependant trop grands et le projet est mort-né. La création d'un tel ordre professionnel nécessiterait de réviser la Loi sur les ingénieurs et les détracteurs d'un tel exercice sont nombreux.  
La menace de la disparition de l'École continue de planer, bien que ses diplômés continuent d'être recherchés par les divers intervenants de l'industrie. C'est à partir du mandat du directeur Alain Soucy (1984-1988) que sont entrepris les plus grands changements dans le cursus scolaire des programmes de l'École. Ceux-ci sont revus afin de s'arrimer davantage avec ceux des autres facultés de génie, et ce, dans l'objectif de répondre aux critères du Bureau canadien d’accréditation des programmes d’ingénierie (BCAPI). Les quatre programmes de baccalauréat passent à 105 crédits et sont finalement reconnus par le BCAPI en juin 1990. La première cohorte de 250 étudiants obtient son statut officiel d'ingénieur par l'OIQ en octobre 1990. 

### Reconnaissance et consolidation
À partir de 1985, et jusqu'en 1997, l'École loge dans de nouveaux locaux, soit le campus Henri-Julien. En 1989, sont créés les premiers baccalauréats en génie : génie de la construction, génie mécanique, génie électrique, génie de la production automatisée (B. Ing.), qui obtiendront leur accréditation l'année suivante. C'est également en 1989 qu'est créé le premier club étudiant, le Mini-Baja ÉTS. C’est en 1991 que sera offert le programme de maîtrise (technologie des systèmes). Maintenant la reconnaissance de ses diplômes obtenus, la population étudiante augmente considérablement, passant de 1 100 étudiants en 1989 à 2 400 en 1994. La disparition de la profession de technologue, raison d'être de l'École à ses débuts, est cependant remarquée. Le Centre de l’entrepreneurship technologique (Centech) est créé en 1994, La même année, les étudiants créent le Programme de regroupement étudiant pour la coopération internationale (PRÉCI).
En 1998, l'ÉTS s'installe au campus Notre-Dame, situé sur la rue Notre-Dame Ouest dans le quartier Griffintown, et inaugure les premières résidences étudiantes et plusieurs phases s'ajouteront au fil des décennies. Les premiers diplômes de doctorat en génie sont décernés en 2000 et les professeurs chercheurs sont de plus en plus actifs. La première chaire de recherche est créée en 2001 (en télécommunication sans fil). La même année, le Centre sportif crée le club Les Piranhas. En 2004, on ouvre le Département de génie logiciel et de génie des technologies de l’information et un nouveau pavillon est inauguré (pavillon B). En 2007, un agrandissement important du pavillon principal est terminé. En 2008, l’ÉTS adopte une politique de développement durable. De nombreux programmes d’études s’ajoutent au fil des ans, ainsi que des clubs étudiants.

### Expansion du campus: 2015 à aujourd'hui
En 2015, le campus s’agrandit encore avec l’ouverture de la Maison des étudiants (pavillon E). En 2018, l’ancien Planétarium Dow est entièrement rénové et l’accélérateur d’entreprises technologiques Centech y emménage. L’ÉTS adopte un plan de développement urbanistique du campus afin d’intégrer harmonieusement ce dernier au quartier. Le club étudiant de la Formule ÉTS passe du moteur à combustion au moteur électrique à partir de 2019. En 2020, on ouvre un nouveau pavillon (pavillon D),. En 2021, l’ÉTS atteint la carboneutralité, soit près de neuf ans avant l’échéance qu’elle s’était fixée. En 2022, d’importants projets immobiliers sont encore dans ses cartons,.

## Gouvernance
L'École est dirigée par un directeur. En 2024, Kathy Baig devient la première femme à accéder à la direction générale de l'institution.

### Directeurs de l'École
| Années              | Directeur, directrice |
| ------------------- | --------------------- |
| 1974-1983           | Roland A. Dugré       |
| 1983-1984 (intérim) | Marcel E. Hébert      |
| 1984-1988           | Alain Soucy           |
| 1988-1989 (intérim) | Robert L. Papineau    |
| 1989-               | Robert L. Papineau    |
| ...                 | ...                   |
| 2014-2019           | Pierre Dumouchel      |
| 2019-2024           | François Gagnon       |
| 2024-               | Kathy Baig            |

## Stages
Tous les étudiants de baccalauréat doivent réaliser trois stages en milieu de travail, en alternance avec leurs sessions de cours. Ces stages d’une durée de quatre mois chacun sont rémunérés.

## Centech
Cette section ne s'appuie pas, ou pas assez, sur des sources secondaires ou tertiaires indépendantes du sujet.

Pour l'améliorer, ajoutez-en, ou placez des modèles {{Source secondaire souhaitée}} ou {{Source secondaire nécessaire}} sur les passages mal sourcés. (mai 2022)
Fondé par l’École de technologie supérieure en 1996, le Centech est un accélérateur d’entreprises technologiques en démarrage. Centré sur le développement et la commercialisation d’innovations technologiques, le Centech est ouvert à tous les entrepreneurs peu importe leur provenance. Situé au cœur du Quartier de l’innovation à Montréal, sa mission est de bâtir des entreprises technologiques de haut niveau, saines et viables[non neutre].

## Vie étudiante

### Clubs étudiants
Plusieurs clubs scientifiques proposent aux futurs ingénieurs d’appliquer la théorie vue en classe à des projets concrets. Ces projets encouragent le leadership et la débrouillardise des étudiants.

### Campus

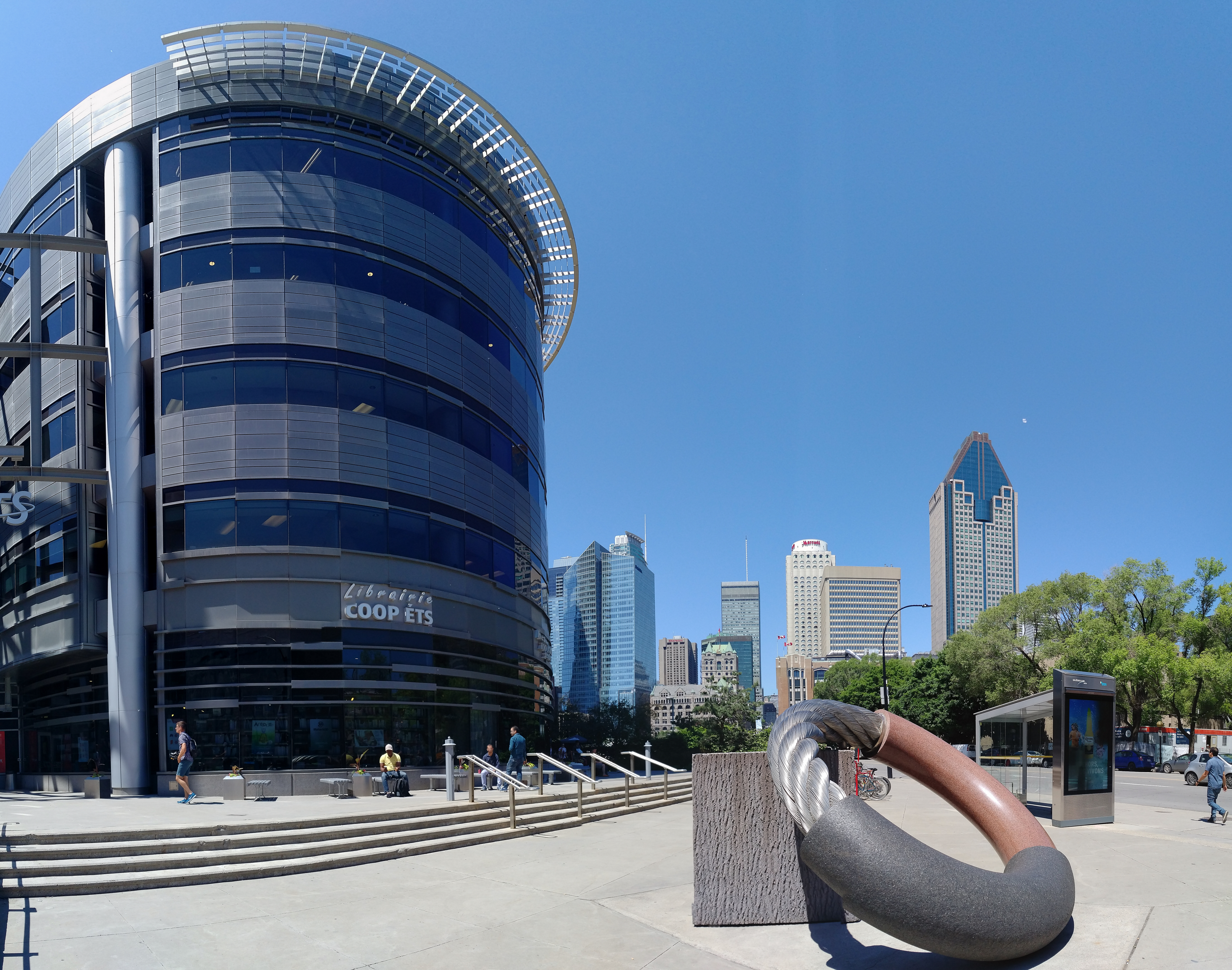
« L’anneau et le cube », 2004, œuvre de Roger Gaudreau devant l'École de technologie supérieure. Matériaux : acier inoxydable, béton, granit.

Le campus de l’ÉTS est divisé en quatre pavillons principaux, situés face à face de part et d’autre de la rue Notre-Dame Ouest. Les résidences étudiantes sont construites sur le campus même, ce qui facilite l’accessibilité aux étudiants à tous les services offerts par l’École.
Ces services incluent une bibliothèque renfermant plus de 95 000 documents spécialisés, un centre sportif, Centre de l’entrepreneurship technologique (Centech), ainsi qu’un Centre de la petite enfance (garderie) pour les étudiants qui ont des enfants en bas âge.
L’École de technologie supérieure est située au centre-ville de Montréal, au cœur d’un véritable Quartier de l’innovation où se côtoient plusieurs entreprises du domaine de l’innovation technologique.
L'École de technologie supérieure a servi pour le tournage du film 'Arrival II' en 1997, de Kevin S. Tenney.[réf. souhaitée]